# Coupe d'Algérie de football 2023-2024
Navigation
Coupe d'Algérie
2022-2023 Coupe d'Algérie
2024-2025
La Coupe d'Algérie de football 2023-2024 est la 57e édition de la Coupe d'Algérie de football, la compétition est sponsorisée par l'opérateur ATM Mobilis, compétition à élimination directe mettant aux prises des clubs de football amateurs et professionnels affiliés à la Fédération algérienne de football.
Le vainqueur est qualifié pour le tour préliminaire de la Coupe de la confédération africaine.

## Tour Régional

### Ligue Régionale d'Alger

#### Premier tour régional
| #  | Club à domicile     | Résultat                | Club à l'extérieur         | Lieu   | Date et heure |
| -- | ------------------- | ----------------------- | -------------------------- | ------ | ------------- |
| 1  | OS El Kseur         | 1 - 2                   | JS Tichy                   |        | 2023, HHhMM   |
| 2  | US Timizart         | 1 - 1 « 3 - 4 t.a.b. »  | CRB Tizi Ouzou             |        | 2023, HHhMM   |
| 3  | UC Ath Mansour      | 1 - 3                   | DRB Kadiria                |        | 2023, HHhMM   |
| 4  | MB Hammadi          | 0 - 0 « 5 - 4 t.a.b. »  | ES Ouled Brahim            |        | 2023, HHhMM   |
| 5  | Hydra AC            | 3 - 2                   | WB Saoula                  |        | 2023, HHhMM   |
| 6  | DRB Staoueli        | 3 - 1                   | AS Protection Civile Alger |        | 2023, HHhMM   |
| 7  | JSM Cheraga         | 3 - 0                   | ES Madina Djedida          |        | 2023, HHhMM   |
| 8  | FE Tazmalt          | 4 - 2                   | SS Sidi Aich               |        | 2023, HHhMM   |
| 9  | US Beni Douala      | 9 - 1                   | AS Bouaddou                |        | 2023, HHhMM   |
| 10 | JSB Arbatache       | Non joué                | CMB Thenia                 |        | 2023, HHhMM   |
| 11 | MC Rouiba           | 1 - 0                   | DRB Baraki                 |        | 2023, HHhMM   |
| 12 | CA Kouba            | 0 - 0 « 10 - 9 t.a.b. » | ASB Kouba                  |        | 2023, HHhMM   |
| 13 | CRB Dar El Beida    | 0 - 2                   | USDS Cheraga               |        | 2023, HHhMM   |
| 14 | CRB Bordj El Kiffan | 0 - 0 « 5 - 4 t.a.b. »  | WB Aïn Benian              |        | 2023, HHhMM   |
| 15 | NR Birtouta         | 2 - 2 « 4 - 2 t.a.b. »  | WA Rouiba                  |        | 2023, HHhMM   |
| 16 | ES Kouba            | 1 - 0                   | NM Zeralda                 |        | 2023, HHhMM   |
| 17 | HC Aïn Bessam       | 1 - 4                   | ES Bir Ghbalou             |        | 2023, HHhMM   |
| 18 | AS Oued Ghir        | Exempt                  | Exempt                     | Exempt | Exempt        |

#### Deuxième tour régiona
| #  | Club à domicile     | Résultat               | Club à l'extérieur | Lieu | Date et heure |
| -- | ------------------- | ---------------------- | ------------------ | ---- | ------------- |
| 1  | ES Bir Ghbalou      | 0 - 2                  | US Beni Douala     |      | 2023, HHhMM   |
| 2  | JSM Cheraga         | 2 - 0                  | DRB Kadiria        |      | 2023, HHhMM   |
| 3  | CA Kouba            | 0 - 2                  | FE Tazmalt         |      | 2023, HHhMM   |
| 4  | Hydra AC            | 2 - 1                  | JSB Arbatache      |      | 2023, HHhMM   |
| 5  | CRB Tizi Ouzou      | 3 - 1                  | JSB Boukhalfa      |      | 2023, HHhMM   |
| 6  | MC Rouiba           | 1 - 1 « 1 - 3 t.a.b. » | ERB Ouled Moussa   |      | 2023, HHhMM   |
| 7  | JS Tichy            | 1 - 1 « 8 - 7 t.a.b. » | USDS Cheraga       |      | 2023, HHhMM   |
| 8  | MB Hammadi          | 7 - 0                  | AS Oued Ghir       |      | 2023, HHhMM   |
| 9  | NR Birtouta         | 1 - 0                  | ES Kouba           |      | 2023, HHhMM   |
| 10 | CRB Bordj El Kiffan | 1 - 0                  | DRB Staoueli       |      | 2023, HHhMM   |

#### Troisième tour régional
| # | Club à domicile | Résultat               | Club à l'extérieur  | Lieu | Date et heure |
| - | --------------- | ---------------------- | ------------------- | ---- | ------------- |
| 1 | CRB Tizi Ouzou  | 1 - 0                  | JSM Cheraga         |      | 2023, HHhMM   |
| 2 | JS Tichy        | 1 - 3                  | CRB Bordj El Kiffan |      | 2023, HHhMM   |
| 3 | IB Lakhdaria    | 0 - 0 « 3 - 4 t.a.b. » | JSM Béjaïa          |      | 2023, HHhMM   |
| 4 | JS Azazga       | 2 - 1                  | ERB Ouled Moussa    |      | 2023, HHhMM   |
| 5 | JS El Biar      | 1 - 0                  | MB Bouira           |      | 2023, HHhMM   |
| 6 | JS Hai Djebel   | 0 - 3                  | MO Béjaïa           |      | 2023, HHhMM   |
| 7 | US Beni Douala  | 1 - 0                  | MB Hammadi          |      | 2023, HHhMM   |
| 8 | Hydra AC        | 1 - 0                  | NR Birtouta         |      | 2023, HHhMM   |
| 9 | FE Tazmalt      | 1 - 0                  | JS Boumerdès        |      | 2023, HHhMM   |

#### Quatrième tour régional
| # | Club à domicile     | Résultat               | Club à l'extérieur   | Lieu | Date et heure |
| - | ------------------- | ---------------------- | -------------------- | ---- | ------------- |
| 1 | JSM Béjaïa          | 0 - 1                  | JS Azazga            |      | 2023, HHhMM   |
| 2 | FE Tazmalt          | 0 - 1                  | NA Hussein Dey       |      | 2023, HHhMM   |
| 3 | CRB Bordj El Kiffan | 0 - 0 « 8 - 9 t.a.b. » | Hydra AC             |      | 2023, HHhMM   |
| 4 | MO Béjaïa           | 0 - 1                  | JS El Biar           |      | 2023, HHhMM   |
| 5 | RC Kouba            | 1 - 1 « 4 - 2 t.a.b. » | USM El Harrach       |      | 2023, HHhMM   |
| 6 | CRB Tizi Ouzou      | 2 - 3                  | E Sour El Ghozlane   |      | 2023, HHhMM   |
| 7 | US Beni Douala      | 0 - 2                  | IB Khemis El Khechna |      | 2023, HHhMM   |
| 8 | O Akbou             | 2 - 0                  | JS Bordj Ménail      |      | 2023, HHhMM   |

#### Cinquième tour régional
| # | Club à domicile | Résultat | Club à l'extérieur | Lieu | Date et heure |
| - | --------------- | -------- | ------------------ | ---- | ------------- |
| 1 | O Akbou         | 3 - 1    | RC Kouba           |      | 2023, HHhMM   |

### Ligue Régionale de Blida

#### Troisième tour régional
| # | Club à domicile | Résultat | Club à l'extérieur | Lieu           | Date et heure           |
| - | --------------- | -------- | ------------------ | -------------- | ----------------------- |
| 1 | WB Meftah       |          | ORB Oued Fodda     | Khemis Miliana | 28 novembre 2023, 14h00 |
| 2 | USMM Hadjout    |          | CM Ténès           | Rouina         | 28 novembre 2023, 14h00 |
| 3 | RA Ain Defla    |          | MC Ouled Yaich     | Boumedfaa      | 28 novembre 2023, 14h00 |
| 4 | FCM Bourekika   |          | CB Beni Slimane    | Blida          | 28 novembre 2023, 14h00 |
| 5 | IRB Sidi Ghiles |          | WRN Ain Oussara    | Chifa          | 28 novembre 2023, 14h00 |
| 6 | CRB Boukadir    |          | HRB Fouka          | Ain Defla      | 28 novembre 2023, 14h00 |
| 7 | CR Zaouia       |          | JS Berrouaghia     | Bourkika       | 28 novembre 2023, 14h00 |
| 8 | IRB Bouinen     |          | CRB Beni Tamou     | El Affroun     | 28 novembre 2023, 14h00 |
| 9 | CRB Aïn Oussara |          | USM Blida          | Chlef          | 28 novembre 2023, 14h00 |

#### Quatrième tour régional
| # | Club à domicile | Résultat | Club à l'extérieur | Lieu | Date et heure |
| - | --------------- | -------- | ------------------ | ---- | ------------- |
| 1 | IRB Sidi Ghiles | 1 - 5    | SKAF El Khemis     |      | 2023, HHhMM   |
| 2 | ORB Oued Fodda  | 1 - 0    | MCB Oued Sly       |      | 2023, HHhMM   |
| 3 | CM Tenes        | 3 - 1    | ESM Koléa          |      | 2023, HHhMM   |
| 4 | CB Beni Slimane | 3 - 2    | HRB Fouka          |      | 2023, HHhMM   |
| 5 | RC Arbaâ        | 0 - 2    | CR Zaouia          |      | 2023, HHhMM   |

#### Cinquième tour régional
| # | Club à domicile     | Résultat               | Club à l'extérieur | Lieu           | Date et heure |
| - | ------------------- | ---------------------- | ------------------ | -------------- | ------------- |
| 1 | O Médéa             | 2 - 3 « a.p »          | MC Ouled Yaïch     | El Affroun     | 2023, HHhMM   |
| 2 | ORB Oued Fodda      | 0 - 1                  | USM Blida          | Khemis Miliana | 2023, HHhMM   |
| 3 | SKAF Khemis Miliana | 0 - 0 « 4 - 5 t.a.b. » | CRB Beni Tamou     | El Affroun     | 2023, HHhMM   |
| 4 | CR Zaouia           | 4 - 0                  | CM Ténès           | Aïn Defla      | 2023, HHhMM   |
| 5 | WA Boufarik         | 2 - 0                  | CB Beni Slimane    | Arbaâ          | 2023, HHhMM   |

### Ligue Régionale de Ouargla

#### Quatrième tour régional
| # | Club à domicile   | Résultat      | Club à l'extérieur     | Lieu                        | Date et heure           |
| - | ----------------- | ------------- | ---------------------- | --------------------------- | ----------------------- |
| 1 | MB Hassi Messaoud | Par forfait   | US Hamaïssa            |                             | 12 décembre 2023, HHhMM |
| 2 | MB Rouissat       | 1 - 0         | NRB Hassi Ben Abdallah | OPOW Ouargla                | 12 décembre 2023, HHhMM |
| 3 | NRB Touggourt     | 0 - 2 « a.p » | O Magrane              | Stade communal de Touggourt | 12 décembre 2023, HHhMM |
| 4 | CSSW Illizi       | Par forfait   | TR Tigdidine           |                             | 12 décembre 2023, HHhMM |
| 5 | CR Beni Thour     | 2 - 0         | JS Ksar El Hirane      | Stade communal de Ouargla   | 12 décembre 2023, HHhMM |
| 6 | IRB Kheneg        | Par forfait   | MR El Hamadine         |                             | 12 décembre 2023, HHhMM |
| 7 | NRSS Tamanrasset  | Par forfait   | NT Souf                |                             | 12 décembre 2023, HHhMM |
| 8 | O El Oued         | 0 - 2         | IRB Ouargla            | Stade communal d'El Oued    | 12 décembre 2023, HHhMM |

#### Cinquième tour régional
| # | Club à domicile   | Résultat               | Club à l'extérieur | Lieu                      | Date et heure           |
| - | ----------------- | ---------------------- | ------------------ | ------------------------- | ----------------------- |
| 1 | MB Hassi Messaoud | 1 - 1 « ? - ? t.a.b. » | CSSW Illizi        | Stade communal de Ouargla | 16 décembre 2023, 14h30 |
| 2 | MB Rouissat       | 1 - 0                  | IRB Kheneg         | OPOW Ouargla              | 16 décembre 2023, 11h00 |
| 3 | IRB Ouargla       | 2 - 0                  | O Magrane          | OPOW Ouargla              | 16 décembre 2023, 14h30 |
| 4 | CR Beni Thour     | 3 - 0                  | NRSS Tamanrasset   | Stade communal de Ouargla | 15 décembre 2023, 14h30 |

### Ligue Régionale de Batna

#### Troisième tour régional
| # | Club à domicile       | Résultat | Club à l'extérieur    | Lieu             | Date et heure           |
| - | --------------------- | -------- | --------------------- | ---------------- | ----------------------- |
| 1 | NRC Boudjebana        |          | AB Merouana           | Ain Yagout       | 12 décembre 2023, 14h00 |
| 2 | Olympique M'sila      |          | ES Bouakeul           | Ouled si Slimane | 2023, 14h00             |
| 3 | NRB Tazouguert        |          | MB Barika             | Batna            | 2023, 14h00             |
| 4 | AB Barika             |          | CRB Ain Yagout        | Merouana         | 2023, 14h00             |
| 5 | CL Ouled Addi Guebala |          | CA Bordj Bou Arreridj | Bordj Ghedir     | 2023, 14h00             |
| 6 | A Bou Saâda           |          | CRB Ouled Djellal     | Magra            | 2023, 14h00             |
| 7 | AS Bordj Ghedir       |          | US Douanes Batna      | Ain El Khadra    | 2023, 14h00             |
| 8 | EJ Bordj Bou Arréridj |          | USB Barhoum           | M'sila           | 2023, 14h00             |

#### Quatrième tour régional
| # | Club à domicile | Résultat               | Club à l'extérieur    | Lieu        | Date et heure |
| - | --------------- | ---------------------- | --------------------- | ----------- | ------------- |
| 1 | MSP Batna       | 2 - 2 « 1 - 3 t.a.b. » | CA Batna              | Batna       | 2023, HHhMM   |
| 2 | A Bou Saâda     | 2 - 6                  | NRB Tazouguert        | Merouana    | 2023, HHhMM   |
| 3 | AB Merouana     | 1 - 4                  | AS Bordj Ghedir       | Magra       | 2023, HHhMM   |
| 4 | ES Bouakeul     | 2 - 0                  | CA Bordj Bou Arreridj | Ain Khadra  | 2023, HHhMM   |
| 5 | AB Barika       | 2 - 0                  | EJ Bordj Bou Arréridj | Ras El Oued | 2023, HHhMM   |

### Ligue Régionale de Béchar

#### Troisième tour régional
| # | Club à domicile    | Résultat | Club à l'extérieur | Lieu | Date et heure |
| - | ------------------ | -------- | ------------------ | ---- | ------------- |
| 1 | IR Mekman Ben Amer | 2 - 1    | MC Ghassoul        |      | 2023, HHhMM   |
| 2 | ORN Abadla         | 1 - 0    | GC Aïn Sefra       |      | 2023, HHhMM   |
| 3 | NRC Hattaba Adrar  | 1 - 3    | CRB Adrar          |      | 2023, HHhMM   |
| 4 | US Béchar Djedid   | 2 - 0    | NRB Fenoughil      |      | 2023, HHhMM   |
| 5 | JRB Taghit         | Non joué | US Naama           |      | 2023, HHhMM   |
| 6 | IR Mecheria        | Non joué | MC Zaouia Hinoun   |      | 2023, HHhMM   |
| 7 | AR Tabelbala       | 0 - 3    | CRB Bougtob        |      | 2023, HHhMM   |

#### Quatrième tour régional
| # | Club à domicile    | Résultat               | Club à l'extérieur | Lieu                         | Date et heure           |
| - | ------------------ | ---------------------- | ------------------ | ---------------------------- | ----------------------- |
| 1 | CRB Adrar          | 1 - 0 « a.p »          | US Naama           | Stade de Taghit              | 20 décembre 2023, 14h30 |
| 2 | IR Mekman Ben Amer | 0 - 3                  | SC Mécheria        | Stade de Naama               | 12 décembre 2023, 14h30 |
| 3 | IR Mecheria        | 0 - 0 « ? - ? t.a.b. » | CRB Bougtob        | Stade de El Bayoud           | 12 décembre 2023, 14h30 |
| 4 | JS Guir Abadla     | 3 - 2                  | ORN Abadla         | OPOW Béchar                  | 12 décembre 2023, 14h30 |
| 5 | A Aïn Sefra        | 0 - 3                  | US Béchar Djedid   | Stade Djenien Bourezg, Naama | 12 décembre 2023, 14h30 |

#### Cinquième tour régional
| # | Club à domicile | Résultat | Club à l'extérieur | Lieu           | Date et heure           |
| - | --------------- | -------- | ------------------ | -------------- | ----------------------- |
| 1 | SC Mécheria     | 2 - 1    | US Béchar Djedid   | Stade de Naama | 16 décembre 2023, 14h30 |

### Ligue Régionale de Saïda

#### Premier tour régional
| # | Club à domicile  | Résultat | Club à l'extérieur | Lieu                               | Date et heure           |
| - | ---------------- | -------- | ------------------ | ---------------------------------- | ----------------------- |
| 1 | CRB Aïn El Hadid | 1 - 3    | WAB Tissemsilt     | Stade 1 novembre 1954, Sougueur    | 28 novembre 2023, 14h00 |
| 2 | ES Tighennif     | 2 - 0    | MB El Hassasna     | Stade Ait Abderrahim Ahmed, Tiaret | 28 novembre 2023, 14h00 |
| 3 | IRB Sougueur     | 1 - 0    | AM Froha           | Stade Saïd Amara, Saïda            | 28 novembre 2023, 14h00 |
| 4 | IS Tighennif     | 1 - 0    | MC Saïda           | Stade municipal, Ghriss            | 28 novembre 2023, 14h00 |

#### Deuxième tour régional
| # | Club à domicile | Résultat               | Club à l'extérieur | Lieu                        | Date et heure           |
| - | --------------- | ---------------------- | ------------------ | --------------------------- | ----------------------- |
| 1 | ES Tighennif    | 0 - 1                  | IS Tighennif       | Stade de Tighennif          | 16 décembre 2023, 14h00 |
| 2 | CRB Tizi        | 0 - 2                  | GC Mascara         | Stade Med-Ouali, Mohammadia | 16 décembre 2023, 14h00 |
| 3 | WAB Tissemsilt  | 0 - 0 « 4 - 5 t.a.b. » | JSM Tiaret         | Stade Saïd Amara, Saïda     | 16 décembre 2023, 14h00 |
| 4 | IRB Sougueur    | 1 - 2                  | IR Bouhenni Tiaret | OPOW Tissemsilt             | 16 décembre 2023, 14h00 |

### Ligue Régionale de Annaba[1]

#### Quatrième tour régional
| # | Club à domicile | Résultat               | Club à l'extérieur | Lieu                      | Date et heure           |
| - | --------------- | ---------------------- | ------------------ | ------------------------- | ----------------------- |
| 1 | USM Daghoussa   | 1 - 3                  | USM Annaba         | Stade Zouaghi, El Taref   | 26 décembre 2023, 14h00 |
| 2 | US Tébessa      | 1 - 0                  | HAMR Annaba        | OPOW Souk Ahras           | 16 décembre 2023, 14h00 |
| 3 | ES Souk Ahras   | 4 - 4 « 4 - 5 t.a.b. » | NASRB El Fedjoudj  | Stade Bouzerad, Annaba    | 16 décembre 2023, 14h00 |
| 4 | US Boukhadra    | 0 - 0 « 5 - 3 t.a.b. » | USM El Bouni       | Stade Benali, Aïn Tacha   | 16 décembre 2023, 14h00 |
| 5 | CRB Héliopolis  | 1 - 1 « 4 - 5 t.a.b. » | JM Sidi Salem      | Stade Drablia, Bouchegouf | 16 décembre 2023, 14h00 |

### Ligue Régionale de Constantine[2]

#### Premier tour régional
| # | Club à domicile    | Résultat | Club à l'extérieur    | Lieu | Date et heure |
| - | ------------------ | -------- | --------------------- | ---- | ------------- |
| 1 | MCB Bazer Sakra    | 2-0      | TM Skikda             |      | 2023, 14h30   |
| 2 | IRB Ain Arnat      | 2-4      | MC Ain Smara          |      | 2023, 14h30   |
| 3 | ASE Collo          | 1-0      | ES Ain Oualmane       |      | 2023, 14h00   |
| 4 | CS Souk Naamane    | 0-2      | CRB Harmlia           |      | 2023, 14h30   |
| 5 | JS Manzel El-Abtal | 5-3      | NRB Ouricia           |      | 2023, 14h30   |
| 6 | SA Sétif           | N.J      | IRB Tala Ifacen       |      | 2023, 14h30   |
| 7 | ASC Ouled Zouaia   | 1-2      | Amel El Eulma         |      | 2023, 14h30   |
| 1 | CR Village Moussa  | N.J      | USC Ain Beida         |      | 2023, 14h30   |
| 4 | WS Boughrara       | N.J      | AB Chelghoum Laid     |      | 2023, 14h30   |
| 1 | WA Tadjenanet      | N.J      | NRB Hanchir Toumghani |      | 2023, 14h30   |

#### Deuxième tour régional
| # | Club à domicile       | Résultat | Club à l'extérieur | Lieu        | Date et heure           |
| - | --------------------- | -------- | ------------------ | ----------- | ----------------------- |
| 1 | NRB Hanchir Toumghani | 1-0      | CR Village Moussa  | Mila        | 14 novembre 2023, 14h30 |
| 2 | MC Ain Smara          | 1-2      | SA Sétif           | Tadjenanet  | 14 novembre 2023, 14h30 |
| 3 | ASE Collo             | 2-1      | WS Boughrara       | Constantine | 14 novembre 2023, 14h00 |
| 4 | CRB Ksar Abtal        | 0-1      | MCB Bazer Sakra    | Sétif       | 14 novembre 2023, 14h30 |
| 5 | CRB Harmlia           | 0-2      | Amel El Eulma      | Khroub      | 14 novembre 2023, 14h30 |

#### Troisième tour régional
| # | Club à domicile       | Résultat               | Club à l'extérieur      | Lieu | Date et heure           |
| - | --------------------- | ---------------------- | ----------------------- | ---- | ----------------------- |
| 1 | CR Manzel El-Abtal    | 0 - 1                  | RC Bougaa               |      | 28 novembre 2023, 14h30 |
| 2 | ASE Collo             | 0 - 0 « ? - ? t.a.b. » | MCB Bazer Sakra         |      | 28 novembre 2023, 14h00 |
| 3 | Amel El Eulma         | 0-1                    | US Faubourg Constantine |      | 28 novembre 2023, 14h30 |
| 4 | CRB Aïn Fakroun       | 1 - 1 « ? - ? t.a.b. » | JB Aïn Kercha           |      | 28 novembre 2023, 14h30 |
| 5 | NRB Hanchir Toumghani | 2-1                    | WA Zighoud Youcef       |      | 28 novembre 2023, 14h30 |
| 6 | NRB Beni Oulbane      | 0-2                    | SA Sétif                |      | 28 novembre 2023, 14h30 |
| 7 | US Chaouia            | 1-0                    | CB Mila                 |      | 28 novembre 2023, 14h30 |
| 8 | JSM Skikda            |                        | USM Sétif               |      | 28 novembre 2023, 14h30 |

#### Quatrième tour régional
| # | Club à domicile       | Résultat               | Club à l'extérieur      | Lieu                         | Date et heure           |
| - | --------------------- | ---------------------- | ----------------------- | ---------------------------- | ----------------------- |
| 1 | JB Aïn Kercha         | 0 - 2                  | SA Sétif                | Stade communal de Tadjenanet | 15 décembre 2023, 14h30 |
| 2 | US Chaouia            | 0 - 0 « ? - ? t.a.b. » | US Faubourg Constantine | Stade communal de Teleghma   | 15 décembre 2023, 14h30 |
| 3 | NRB Teleghma          | 2 - 1                  | MC El Eulma             | OPOM Hamma Bouziane          | 15 décembre 2023, 14h30 |
| 4 | RC Bougaa             | 3 - 2                  | HB Chelghoum Laïd       | Stade 8 mai 1945, Sétif      | 15 décembre 2023, 14h30 |
| 5 | NRB Hanchir Toumghani | 0 - 1                  | MO Constantine          | Stade Harche, El Eulma       | 15 décembre 2023, 14h30 |
| 6 | AS Khroub             | 0 - 0 « ? - ? t.a.b. » | USM Sétif               | OPOW Chelghoum Laïd          | 15 décembre 2023, 14h30 |
| 7 | JS Djidjel            | 3 - 0                  | MCB Bazer Sakhra        | OPOW Mila                    | 16 décembre 2023, 14h00 |

### Ligue Régionale de Oran[3]

#### Premier tour régional
| # | Club à domicile   | Résultat | Club à l'extérieur | Lieu           | Date et heure          |
| - | ----------------- | -------- | ------------------ | -------------- | ---------------------- |
| 1 | USM Oran          |          | IRB Maghnia        | H.B.Hadjar     | 17 octobre 2023, 14h30 |
| 2 | MB Sidi Chami     |          | OM Arzew           | Bouakeul/ Oran | 17 octobre 2023, 14h30 |
| 3 | MB Fellaoucene    |          | CC Oran            | Sidi Ben Adda  | 17 octobre 2023, 14h30 |
| 4 | RCG Oran          |          | ES Araba           | El Kerma       | 17 octobre 2023, 14h30 |
| 5 | WR Ouled Mimoun   |          | C Oued Sebbah      | Sidi Brahim    | 17 octobre 2023, 14h30 |
| 6 | O Mers El Hadjadj |          | NRB Bethioua       | Es Senia       | 17 octobre 2023, 14h30 |

#### Deuxième tour régional
| # | Club à domicile      | Résultat | Club à l'extérieur | Lieu              | Date et heure           |
| - | -------------------- | -------- | ------------------ | ----------------- | ----------------------- |
| 1 | MJ Arzew             |          | ES Araba           | Bir El Djir       | 11 novembre 2023, 14h30 |
| 2 | CRB Hammam Boughrara |          | JS Sidi Abdelli    | 3F Zerga /Tlemcen | 11 novembre 2023, 14h30 |
| 3 | USM Oran             |          | NCR Dermam         | Ain Témouchent    | 11 novembre 2023, 14h30 |
| 4 | WR Ouled Mimoun      |          | MB Fellaoucene     | Remchi            | 11 novembre 2023, 14h30 |
| 5 | AR Ain Tarik         |          | O Mers El Hadjadj  | Hillil            | 11 novembre 2023, 14h30 |
| 6 | MB Sidi Chami        |          | Feth Sidi Abdelli  | Sidi Ben Adda     | 11 novembre 2023, 14h30 |

#### Troisième tour régional
| #  | Club à domicile   | Résultat | Club à l'extérieur   | Lieu            | Date et heure           |
| -- | ----------------- | -------- | -------------------- | --------------- | ----------------------- |
| 1  | IRB El Kerma      | Annulée  | Nasr Es Senia        |                 | 28 novembre 2023, 14h30 |
| 2  | O Mers El Hadjadj |          | CRB Hammam Boughrara | Sidi Ben Adda   | 2023, 14h30             |
| 3  | FCB Telagh        |          | JS Emir Abdelkader   | Sidi Brahim     | 2023, 14h30             |
| 4  | USM Bel Abbès     |          | CRB Ben Badis        | Boukhanifis     | 2023, 14h30             |
| 5  | MJ Arzew          |          | WA Tlemcen           | Ain Témouchent  | 2023, 14h30             |
| 6  | US Remchi         |          | JS Bendaoud          | Ain Témouchent  | 2023, 14h30             |
| 7  | ICS Tlemcen       |          | RCB Oued R'hiou      | Bouakeul / Oran | 2023, 14h30             |
| 8  | RC Relizane       |          | USM Oran             | Hassi Mameche   | 2023, 14h30             |
| 9  | SCM Oran          |          | MB Fellaoucene       | H.B.Hadjar      | 2023, 14h30             |
| 10 | CRB Hennaya       |          | MB Sidi Chami        | H.B.Hadjar      | 2023, 14h30             |

#### Quatrième tour régional
| # | Club à domicile   | Résultat | Club à l'extérieur | Lieu                                 | Date et heure           |
| - | ----------------- | -------- | ------------------ | ------------------------------------ | ----------------------- |
| 1 | FCB Telagh        | 1 - 2    | SCM Oran           | OPOW Aïn Témouchent                  | 15 décembre 2023, 15h00 |
| 2 | CRB Ben Badis     | 2 - 1    | ICS Tlemcen        | Stade municipal El Amria             | 15 décembre 2023, 15h00 |
| 3 | CR Témouchent     | 1 - 2    | WA Mostaganem      | Stade Bouakeul, Oran                 | 15 décembre 2023, 15h00 |
| 4 | CRB Hennaya       | 3 - 2    | Nasr Es Senia      | Stade Hamam Bou Hadjar               | 16 décembre 2023, 14h30 |
| 5 | ES Mostaganem     | 1 - 0    | JS Bendaoud        | Stade Kerbouci, Arzew                | 16 décembre 2023, 14h30 |
| 6 | ASM Oran          | 5 - 0    | USM Oran           | Stade Ahmed Zabana, Oran             | 16 décembre 2023, 13h45 |
| 7 | O Mers El Hadjadj | 0 - 1    | WA Tlemcen         | Stade Embarek Boucif, Aïn Témouchent | 16 décembre 2023, 14h30 |

## Tournoi national

### Les 64 équipes qualifiées[4],[5]
Les 16 équipes pensionnaires de la D1 sont rejointes par 48 autres équipes issues des tours régionaux pour constituer le prochain tour de Coupe d'Algérie.
- Ligue 1 (D1) (16/16) : ASO Chlef, CR Belouizdad, CS Constantine, ES Ben Aknoun, ES Sétif, JS Kabylie, JS Saoura, MC Alger, MC El Bayadh, MC Oran, NC Magra, Paradou AC, US Biskra, US Souf, USM Alger, USM Khenchela.

- Ligue 2 (D2) (18/32) : AS Khroub, ASM Oran, CA Batna, E Sour Ghozlane, ES Mostagnem, GC Mascara, IB Khemis El Khechna, IRB Ouargla, JS Guir Abadla, JSM Tiaret, MO Constantine, NA Hussein Dey, NRB Teleghma, O Akbou, SC Mecheria, USM Annaba, WA Boufarik, WA Mostaganem.

- Ligue Inter-régions de football (D3)[6] (26/96) : AB Barika, AS Bordj Ghedir, CRB Adrar, CRB Bougtob, CRB Ben Badis, CRB Beni Tamou, CR Beni Thour, CRB Hennaya, CR Zaouia, ES Bouakeul, IR Bouhenni Tiaret, IS Tighennif, JS Azazga, JS Djijel, JS El Biar, MB Hassi Messaoud, MB Rouissat, NASRB El Fedjoudj, NRB Tazouguert, RC Bougaa, SCM Oran, US Boukhadra, US Chaouia, USM Blida, US Tébessa, WA Tlemcen.

- Ligues régionales - Régional 1 (D4)[7] : Hydra AC (LR d'Alger), MC Ouled Yaïch (LR Blida), SA Sétif (LR de Constantine).
- Ligues régionales - Régional 2 (D5)[7] : JM Sidi Salem (LR de Annaba).

Les tirages au sort des tours de trente-deuxième et seizième de finales ont eu lieu le 7 janvier 2024 à Alger,, et ont abouti à de belles affiches telles que la rencontre entre les spécialistes de la Coupe JS Kabylie-CR Belouizdad, mais aussi des matchs de derbys régionaux tels que le MC El Bayadh-SC Mécheria, CA Batna-ES Bouakeul (de la ville de Batna), NC Magra-CS Constantine.

## Trente-deuxième de finale
| Match 1        | JS Azazga | 5 - 0 | US Tébessa | Stade de Tirsatine, Azazga |
| 2 février 2024 |           |       |            |                            |

| Match 2         | MC El Bayadh      | 1 - 1 | SC Mecheria | Stade Zakaria Medjdoub, El Bayadh |
| 19 février 2024 |                   |       |             |                                   |
|                 | Tirs au but 3 - 5 |       |             |                                   |

| Entraîneur :        |
| Azzedine Aït Djoudi |

| Entraîneur :   |
| Marcos Paquetá |

| Entraîneur :        |
| Azzedine Aït Djoudi |

| Entraîneur :   |
| Marcos Paquetá |

| Match 4        | AS Khroub | 5 - 0 | CRB Hennaya | Stade Abed-Hamdani, Khroub |
| 2 février 2024 |           |       |             |                            |

| Match 5        | CRB Ben Badis | 2 - 1 | JM Sidi Salem | Stade du 24-Février-1956, Sidi Bel Abbès |
| 2 février 2024 |               |       |               |                                          |

| Entraîneur :      |
| Patrice Beaumelle |

| Entraîneur :      |
| Patrice Beaumelle |

| Match 7        | JS Djijel | 2 - 0 | MC Ouled Yaich | Stade Hocine-Rouibah, Jijel |
| 2 février 2024 |           |       |                |                             |

| Entraîneur :     |
| Corentin Martins |

| Entraîneur :     |
| Corentin Martins |

| Match 9        | AB Barika | 1 - 2 | ASO Chlef | Stade Mohamed Ghalmi, Barika |
| 2 février 2024 |           |       |           |                              |

| Match 10       | US Chaouia | 3 - 1 | JSM Tiaret | Stade Hassouna-Zerdani, Oum El Bouaghi |
| 2 février 2024 |            |       |            |                                        |

| Match 11       | US Boukhadra | 2 - 5 | USM Alger | Stade Abdelkader-Chabou, Annaba |
| 4 février 2024 |              |       |           |                                 |

| Entraîneur :      |
| Mohamed Benchouia |

| Entraîneur :      |
| Mohamed Benchouia |

| Match 13       | NA Hussein Dey    | 1 - 1 | WA Mostaganem | Stade du 20-Août-1955, Alger |
| 2 février 2024 |                   |       |               |                              |
|                | Tirs au but 4 - 2 |       |               |                              |

| Match 14       | IRB Beni Tamou | 0 - 1 | Olympique Akbou | Stade des frères Brakni, Blida |
| 2 février 2024 |                |       |                 |                                |

| Match 15       | SCM Oran | 0 - 3 | ES Mostaganem | Stade Habib-Bouakeul, Oran |
| 3 février 2024 |          |       |               |                            |

| Match 16       | CA Batna | 2 - 0 | ES Bouakeul | Stade du 1er novembre 1954, Batna |
| 3 février 2024 |          |       |             |                                   |

| Match 17       | CRB Bougtob | 0 - 2 | JS Saoura | Stade Communale, Bougtob |
| 3 février 2024 |             |       |           |                          |

| Match 18       | ES Sour El Ghozlane | 0 - 0 | Hydra AC | Stade Mohamed Derradji, Sour El Ghozlane |
| 3 février 2024 |                     |       |          |                                          |
|                | Tirs au but 0 - 3   |       |          |                                          |

| Match 19       | ASM Oran | 2 - 0 | IB Khemis El Khechna | Stade Habib-Bouakeul, Oran |
| 2 février 2024 |          |       |                      |                            |

| Match 20       | USM Annaba | 3 - 2 | SA Sétif | Stade Abdelkader-Chabou, Annaba |
| 2 février 2024 |            |       |          |                                 |

| Match 21       | CR Zaouia | 1 - 0 ap | CRB Adrar | Stade des frères Brakni, Blida |
| 3 février 2024 |           |          |           |                                |

| Entraîneur :   |
| Youcef Bouzidi |

| Entraîneur :   |
| Youcef Bouzidi |

| Match 23       | NRB Tazouguert | 1 - 2 | ES Sétif | Stade Amar Hamam, Khenchela |
| 2 février 2024 |                |       |          |                             |

| Match 24       | US Souf | 1 - 3 | ES Ben Aknoun | Stade du 1er-Novembre-1954, El Oued |
| 2 février 2024 |         |       |               |                                     |

| Match 25       | US Biskra | 3 - 0 | AS Bordj Ghedir | Stade du 18-Février, Biskra |
| 3 février 2024 |           |       |                 |                             |

| Match 26       | IS Tighennif | 2 - 1 | JS El Biar | Stade Hassaine Lakhel, Tighennif |
| 3 février 2024 |              |       |            |                                  |

| Match 27       | RC Bougaa | 2 - 0 | Nasr El Fedjoudj | Stade 8 Mai 1945, Sétif |
| 2 février 2024 |           |       |                  |                         |

| Match 28       | MO Constantine | 4 - 1 | IR Bouhenni Tiaret | Stade Ramdane Ben Abdelmalek, Constantine |
| 3 février 2024 |                |       |                    |                                           |

| Match 29       | USM Khenchela | 4 - 0 | WA Boufarik | Stade Amar Hamam, Khenchela |
| 3 février 2024 |               |       |             |                             |

| Match 30       | WA Tlemcen | 1 - 0 | USM Blida | Stade des 3 frères Zerga, Tlemcen |
| 3 février 2024 |            |       |           |                                   |

| Match 31       | NC Magra | 0 - 2 | CS Constantine | Stade des Frères Boucheligue, Magra |
| 4 février 2024 |          |       |                |                                     |

| Match 32       | MB Rouissat  | 1 - 0 | JS Guir Abadla | Stade du 18-Février, Rouissat |  |
| 3 février 2024 | Bensassi 91e |       |                |                               |  |

## Seizièmes de finale
Le tirage au sort ainsi que les résultats du tour précédent ont produit de belles affiches pour ces seizièmes de finale, notamment l'opposition entre l'ES Sétif - CS Constantine, le Paradou AC - MC Oran ou même des classicos régionaux tels que le WA Tlemcen - JS Saoura et le CA Batna - USM Annaba.
| Match 1     | NA Hussein Dey | 1 - 0 ap | MO Constantine | Stade du 20-Août-1955, Alger |
| 8 mars 2024 |                |          |                |                              |

| Match 2     | ASO Chlef         | 2 - 2 ap | US Biskra | Stade Mohamed-Boumezrag, Chlef |
| 8 mars 2024 |                   |          |           |                                |
|             | Tirs au but 3 - 5 |          |           |                                |

| Match 3     | ES Ben Aknoun | 3 - 0 | ASM Oran | Stade du 20-Août-1955, Alger |
| 9 mars 2024 |               |       |          |                              |

| Entraîneur :     |
| Corentin Martins |

| Entraîneur :   |
| Youcef Bouzidi |

| Entraîneur :     |
| Corentin Martins |

| Entraîneur :   |
| Youcef Bouzidi |

| Match 5     | Hydra AC | 0 - 1 | JS Djijel | Stade du 20-Août-1955, Alger |
| 9 mars 2024 |          |       |           |                              |

| Match 6     | ES Sétif          | 1 - 1 | CS Constantine | Stade 8 Mai 1945, Sétif |
| 9 mars 2024 |                   |       |                |                         |
|             | Tirs au but 8 - 9 |       |                |                         |

| Match 7     | USM Alger | 8 - 0 | MB Rouissat | Stade du 5 Juillet 1962, Alger |
| 8 mars 2024 |           |       |             |                                |

| Match 8     | CA Batna          | 0 - 0 | USM Annaba | Stade du 1er novembre 1954, Batna |
| 9 mars 2024 |                   |       |            |                                   |
|             | Tirs au but 2 - 3 |       |            |                                   |

| Match 9     | CR Zaouia | 1 - 4 | MC Alger | Stade des frères Brakni, Blida |
| 9 mars 2024 |           |       |          |                                |

| Match 10    | USM Khenchela | 3 - 2 ap | GC Mascara | Stade Amar Hamam, Khenchela |
| 8 mars 2024 |               |          |            |                             |

| Match 11    | WA Tlemcen        | 0 - 0 | JS Saoura | Stade des 3 frères Zerga, Tlemcen |
| 9 mars 2024 |                   |       |           |                                   |
|             | Tirs au but 7 - 6 |       |           |                                   |

| Match 12    | IS Tighennif | 1 - 3 | ES Mostaganem | Stade Hassaine Lakhel, Tighennif |
| 8 mars 2024 |              |       |               |                                  |

| Match 13    | CR Belouizdad | 2 - 1 | AS Khroub | Stade du 5 Juillet 1962, Alger |
| 9 mars 2024 |               |       |           |                                |

| Match 14    | JS Azazga         | 1 - 1 | CRB Ben Badis | Stade de Tirsatine, Azazga |
| 9 mars 2024 |                   |       |               |                            |
|             | Tirs au but 6 - 5 |       |               |                            |

| Match 15    | US Chaouia        | 1 - 1 | RC Bougaa | Stade Hassouna-Zerdani, Oum El Bouaghi |
| 9 mars 2024 |                   |       |           |                                        |
|             | Tirs au but 3 - 5 |       |           |                                        |

| Match 16    | Olympique Akbou | 2 - 0 | SC Mecheria | Stade du 1er-Novembre-1954, Akbou |
| 9 mars 2024 |                 |       |             |                                   |

## Huitièmes de finale
Les tirages au sort des tours de huitièmes et quarts de finales ont eu lieu le 17 mars 2024 à Alger.
| Match 1             | USM Alger                                                                      | 7 – 0 | RC Bougaa | Stade du 5 Juillet 1962, Alger |                         |
| 12 avril 2024 17:30 | Belaïd 40e · Bellatreche 50e · Djahnit 55e · Belkacemi 68e 76e · Kanou 73e 77e |       |           | Arbitrage : Fodil Oukil        | Arbitrage : Fodil Oukil |
| 12 avril 2024 17:30 | Rapport                                                                        |       |           | Arbitrage : Fodil Oukil        | Arbitrage : Fodil Oukil |

| Match 2            | USM Khenchela     | 1 - 2 | MC Alger                         | Stade Amar Hamam, Khenchela |                           |
| 30 mars 2024 15:30 | Sameur 55e (pen.) |       | Belaïli 11e (pen.) · Bayazid 45e | Arbitrage : Youcef Gamouh   | Arbitrage : Youcef Gamouh |
| 30 mars 2024 15:30 | Rapport           |       |                                  | Arbitrage : Youcef Gamouh   | Arbitrage : Youcef Gamouh |

| Match 3            | ES Mostaganem       | 1 - 1 | NA Hussein Dey      | Stade Mohamed-Bensaïd, Mostaganem |                          |
| 29 mars 2024 22:00 | Ghanem 49e          |       | Benyahia 80e (pen.) | Arbitrage : Rafik Aouina          | Arbitrage : Rafik Aouina |
| 29 mars 2024 22:00 | Rapport             |       |                     | Arbitrage : Rafik Aouina          | Arbitrage : Rafik Aouina |
| 29 mars 2024 22:00 | Tirs au but 13 - 12 |       |                     | Arbitrage : Rafik Aouina          | Arbitrage : Rafik Aouina |

| Match 4            | ES Ben Aknoun    | 1 - 0 | JS Djijel | Stade du 20-Août-1955, Alger |                         |
| 30 mars 2024 15:00 | Ali Haroun 45+2e |       |           | Arbitrage : Yahia Dahar      | Arbitrage : Yahia Dahar |
| 30 mars 2024 15:00 | Rapport          |       |           | Arbitrage : Yahia Dahar      | Arbitrage : Yahia Dahar |

| Match 5            | CR Belouizdad             | 2 - 0 | Olympique Akbou | Stade du 5 Juillet 1962, Alger |                              |
| 29 mars 2024 22:00 | Meziane 73e · Benguit 78e |       |                 | Arbitrage : Mustapha Ghorbal   | Arbitrage : Mustapha Ghorbal |
| 29 mars 2024 22:00 | Rapport                   |       |                 | Arbitrage : Mustapha Ghorbal   | Arbitrage : Mustapha Ghorbal |

| Match 6            | USM Annaba | 0 - 2 | CS Constantine                | Stade du 19-Mai-1956, Annaba |                             |
| 29 mars 2024 22:00 |            |       | Dib 45+3e (pen.) · Khaldi 80e | Arbitrage : Lotfi Bekouassa  | Arbitrage : Lotfi Bekouassa |
| 29 mars 2024 22:00 | Rapport    |       |                               | Arbitrage : Lotfi Bekouassa  | Arbitrage : Lotfi Bekouassa |

| Match 7            | JS Azazga                          | 2 - 2             | WA Tlemcen             | Stade du 1er-Novembre-1954, Tizi-Ouzou |                            |
| 30 mars 2024 22:00 | Derradji 37e (pen.) · Hamzaoui 64e |                   | Hadjib 10e · Aichi 68e | Arbitrage : Haithem Ghouti             | Arbitrage : Haithem Ghouti |
| 30 mars 2024 22:00 | Rapport                            |                   |                        | Arbitrage : Haithem Ghouti             | Arbitrage : Haithem Ghouti |
| 30 mars 2024 22:00 | ? · ? · ? · ? · ?                  | Tirs au but 0 - 1 | ? · ? · ? · ?          | Arbitrage : Haithem Ghouti             | Arbitrage : Haithem Ghouti |

| Match 8            | US Biskra  | 1 - 0 | MC Oran | Stade du 18-Février, Biskra |                         |
| 30 mars 2024 22:00 | Medane 65e |       |         | Arbitrage : Anes Azrine     | Arbitrage : Anes Azrine |
| 30 mars 2024 22:00 | Rapport    |       |         | Arbitrage : Anes Azrine     | Arbitrage : Anes Azrine |

## Quarts de finale
Les matchs de ce tour se dérouleront dans des terrains neutres et sous technologie VAR pour la première fois de l'histoire à ce stade de la compétition.
| Match 1             | US Biskra                    | 1 - 3   | USM Alger                                     | Stade du 19-Mai-1956, Annaba | |
| 16 avril 2024 20:30 | Siam 23e                     | (1 - 1) | 22e Bacha · 74e Belaïd · 78e Belkacemi        | Arbitrage : Benbraham Lahlou. Arbitres assistants : Hamza Bouzit, Boufassa Amirouche Quatrième arbitre : Abdelmoumen Touabti Arbitre vidéo : Mustapha Ghorbal Arbitres assistants vidéo : Asma Feriel Ouahab | Arbitrage : Benbraham Lahlou. Arbitres assistants : Hamza Bouzit, Boufassa Amirouche Quatrième arbitre : Abdelmoumen Touabti Arbitre vidéo : Mustapha Ghorbal Arbitres assistants vidéo : Asma Feriel Ouahab |
| 16 avril 2024 20:30 | Belkacemi 28e · Lakhdari 43e | Rapport | 35e Benzaza · 43e Belaïd · 51e Boukhanchouche | Arbitrage : Benbraham Lahlou. Arbitres assistants : Hamza Bouzit, Boufassa Amirouche Quatrième arbitre : Abdelmoumen Touabti Arbitre vidéo : Mustapha Ghorbal Arbitres assistants vidéo : Asma Feriel Ouahab | Arbitrage : Benbraham Lahlou. Arbitres assistants : Hamza Bouzit, Boufassa Amirouche Quatrième arbitre : Abdelmoumen Touabti Arbitre vidéo : Mustapha Ghorbal Arbitres assistants vidéo : Asma Feriel Ouahab |

| Match 2             | CR Belouizdad                         | 3 - 3                 | ES Mostaganem                                | Stade Chahid-Hamlaoui, Constantine | |
| 12 avril 2024 17:30 | Belkhir 38e · Wamba 58e · Meziane 92e | (1 - 1, 2 - 2, 3 - 3) | 16e (pen.) Salhi · 90+3e Ziad · 111e Chouari | Arbitrage : Youcef Gamouh. Arbitres assistants : Antar Boulfelfel, Haithem Bouima Quatrième arbitre : Fateh Harkat Arbitre vidéo : Benbraham Lahlou Arbitres assistants vidéo : Mokrane Gourari | Arbitrage : Youcef Gamouh. Arbitres assistants : Antar Boulfelfel, Haithem Bouima Quatrième arbitre : Fateh Harkat Arbitre vidéo : Benbraham Lahlou Arbitres assistants vidéo : Mokrane Gourari |
| 12 avril 2024 17:30 |                                       | Rapport               | 24e Berrabeh · 120e Hannane ·                | Arbitrage : Youcef Gamouh. Arbitres assistants : Antar Boulfelfel, Haithem Bouima Quatrième arbitre : Fateh Harkat Arbitre vidéo : Benbraham Lahlou Arbitres assistants vidéo : Mokrane Gourari | Arbitrage : Youcef Gamouh. Arbitres assistants : Antar Boulfelfel, Haithem Bouima Quatrième arbitre : Fateh Harkat Arbitre vidéo : Benbraham Lahlou Arbitres assistants vidéo : Mokrane Gourari |
| 12 avril 2024 17:30 | Laouafi · Mrezigue · Wamba · Bouras   | Tirs au but 4 - 2     | Ziad · Salhi · Ghanem · Benhamou             | Arbitrage : Youcef Gamouh. Arbitres assistants : Antar Boulfelfel, Haithem Bouima Quatrième arbitre : Fateh Harkat Arbitre vidéo : Benbraham Lahlou Arbitres assistants vidéo : Mokrane Gourari | Arbitrage : Youcef Gamouh. Arbitres assistants : Antar Boulfelfel, Haithem Bouima Quatrième arbitre : Fateh Harkat Arbitre vidéo : Benbraham Lahlou Arbitres assistants vidéo : Mokrane Gourari |

| Match 3             | WA Tlemcen  | 0 - 2   | MC Alger                          | Stade du 5 Juillet 1962, Alger | |
| 14 avril 2024 20:30 |             | (0 - 1) | 45e (pen.) Belaïli · 79e Ouattara | Arbitrage : Ghada Mehat Arbitres assistants : Mokrane Gourari, Akram Zerhouni Quatrième arbitre : Lotfi Bekouassa Arbitre vidéo : Mustapha Ghorbal Arbitres assistants vidéo : Asma Feriel Ouahab | Arbitrage : Ghada Mehat Arbitres assistants : Mokrane Gourari, Akram Zerhouni Quatrième arbitre : Lotfi Bekouassa Arbitre vidéo : Mustapha Ghorbal Arbitres assistants vidéo : Asma Feriel Ouahab |
| 14 avril 2024 20:30 | Mebarki 25e | Rapport | 39e Belaïli                       | Arbitrage : Ghada Mehat Arbitres assistants : Mokrane Gourari, Akram Zerhouni Quatrième arbitre : Lotfi Bekouassa Arbitre vidéo : Mustapha Ghorbal Arbitres assistants vidéo : Asma Feriel Ouahab | Arbitrage : Ghada Mehat Arbitres assistants : Mokrane Gourari, Akram Zerhouni Quatrième arbitre : Lotfi Bekouassa Arbitre vidéo : Mustapha Ghorbal Arbitres assistants vidéo : Asma Feriel Ouahab |

| Match 4             | CS Constantine                                               | 0 - 0             | ES Ben Aknoun                                                           | Stade Miloud-Hadefi, Oran | |
| 13 avril 2024 17:30 |                                                              |                   |                                                                         | Arbitrage : Mustapha Ghorbal Arbitres assistants : Yacine Ouerd Benslama, Asma Feriel Ouahab Quatrième arbitre : Mehadji Tayeb Bouderbal Arbitre vidéo : Benbraham Lahlou Arbitres assistants vidéo : Adel Abane | Arbitrage : Mustapha Ghorbal Arbitres assistants : Yacine Ouerd Benslama, Asma Feriel Ouahab Quatrième arbitre : Mehadji Tayeb Bouderbal Arbitre vidéo : Benbraham Lahlou Arbitres assistants vidéo : Adel Abane |
| 13 avril 2024 17:30 | Zaâlani 8e · Méyé 69e                                        | Rapport           | 94e Toual · 108e Hachoud · 117e Guenoune · 120+7e Boutiche ·            | Arbitrage : Mustapha Ghorbal Arbitres assistants : Yacine Ouerd Benslama, Asma Feriel Ouahab Quatrième arbitre : Mehadji Tayeb Bouderbal Arbitre vidéo : Benbraham Lahlou Arbitres assistants vidéo : Adel Abane | Arbitrage : Mustapha Ghorbal Arbitres assistants : Yacine Ouerd Benslama, Asma Feriel Ouahab Quatrième arbitre : Mehadji Tayeb Bouderbal Arbitre vidéo : Benbraham Lahlou Arbitres assistants vidéo : Adel Abane |
| 13 avril 2024 17:30 | Dib · Rebiaï · Zaalani · Madani · Benchaâ · Temine · Meddahi | Tirs au but 5 - 4 | Hachoud · Bencherifa · Hadji · Benabdi · Daoud · Boutiche · Ait Mouloud | Arbitrage : Mustapha Ghorbal Arbitres assistants : Yacine Ouerd Benslama, Asma Feriel Ouahab Quatrième arbitre : Mehadji Tayeb Bouderbal Arbitre vidéo : Benbraham Lahlou Arbitres assistants vidéo : Adel Abane | Arbitrage : Mustapha Ghorbal Arbitres assistants : Yacine Ouerd Benslama, Asma Feriel Ouahab Quatrième arbitre : Mehadji Tayeb Bouderbal Arbitre vidéo : Benbraham Lahlou Arbitres assistants vidéo : Adel Abane |

## Demi-finales
Le tirage au sort a été effectué au siège de la chaîne de télévision nationale,. Les matchs de ce tour se dérouleront dans des terrains neutres et sous technologie VAR.
| Match 1             | MC Alger                       | 2 - 1 a. p.           | CS Constantine | Stade Miloud-Hadefi, Oran | |
| 23 avril 2024 21h00 | Zougrana 78e · Abdellaoui 115e | (0 - 1, 1 - 1, 1 - 1) | Madani 19e     | Spectateurs : huis-clos Arbitrage : Benbraham Lahlou. Arbitres assistants : Mokrane Gourari, Yacine Ouerd Benslama Quatrième arbitre : Nabil Boukhalfa Arbitre vidéo : Mustapha Ghorbal Arbitres assistants vidéo : Asma Feriel Ouahab | Spectateurs : huis-clos Arbitrage : Benbraham Lahlou. Arbitres assistants : Mokrane Gourari, Yacine Ouerd Benslama Quatrième arbitre : Nabil Boukhalfa Arbitre vidéo : Mustapha Ghorbal Arbitres assistants vidéo : Asma Feriel Ouahab |
| 23 avril 2024 21h00 | Rapport                        |                       |                | Spectateurs : huis-clos Arbitrage : Benbraham Lahlou. Arbitres assistants : Mokrane Gourari, Yacine Ouerd Benslama Quatrième arbitre : Nabil Boukhalfa Arbitre vidéo : Mustapha Ghorbal Arbitres assistants vidéo : Asma Feriel Ouahab | Spectateurs : huis-clos Arbitrage : Benbraham Lahlou. Arbitres assistants : Mokrane Gourari, Yacine Ouerd Benslama Quatrième arbitre : Nabil Boukhalfa Arbitre vidéo : Mustapha Ghorbal Arbitres assistants vidéo : Asma Feriel Ouahab |

| Match 2             | CR Belouizdad                       | 0 - 0             | USM Alger                                          | Stade Nelson-Mandela, Alger | |
| 24 avril 2024 21h00 |                                     |                   |                                                    | Spectateurs : / Arbitrage : Lotfi Bekouassa Arbitres assistants : Akram Zerhouni, Adel Abane Quatrième arbitre : Youcef Gamouh Arbitre vidéo : Mustapha Ghorbal Arbitres assistants vidéo : Asma Feriel Ouahab | Spectateurs : / Arbitrage : Lotfi Bekouassa Arbitres assistants : Akram Zerhouni, Adel Abane Quatrième arbitre : Youcef Gamouh Arbitre vidéo : Mustapha Ghorbal Arbitres assistants vidéo : Asma Feriel Ouahab |
| 24 avril 2024 21h00 | Selmi 37e · Keddad 55e              | Rapport           | 65e Benzaza · 90e Boukhanchouche · 115e Bouchina · | Spectateurs : / Arbitrage : Lotfi Bekouassa Arbitres assistants : Akram Zerhouni, Adel Abane Quatrième arbitre : Youcef Gamouh Arbitre vidéo : Mustapha Ghorbal Arbitres assistants vidéo : Asma Feriel Ouahab | Spectateurs : / Arbitrage : Lotfi Bekouassa Arbitres assistants : Akram Zerhouni, Adel Abane Quatrième arbitre : Youcef Gamouh Arbitre vidéo : Mustapha Ghorbal Arbitres assistants vidéo : Asma Feriel Ouahab |
| 24 avril 2024 21h00 | Laouafi · Benguit · Belkhir · Wamba | Tirs au but 3 - 1 | Belaïd · Radouani · Djahnit · Alilet               | Spectateurs : / Arbitrage : Lotfi Bekouassa Arbitres assistants : Akram Zerhouni, Adel Abane Quatrième arbitre : Youcef Gamouh Arbitre vidéo : Mustapha Ghorbal Arbitres assistants vidéo : Asma Feriel Ouahab | Spectateurs : / Arbitrage : Lotfi Bekouassa Arbitres assistants : Akram Zerhouni, Adel Abane Quatrième arbitre : Youcef Gamouh Arbitre vidéo : Mustapha Ghorbal Arbitres assistants vidéo : Asma Feriel Ouahab |

## Finale
La 57e finale de Coupe d'Algérie oppose pour la première fois de l'histoire le MC Alger et le CR Belouizdad dans un derby algérois entre les deux clubs les plus titrés de cette compétition (en compagnie de l'USM Alger et l'ES Sétif) avec 8 titres chacun.
| Match 1        | MC Alger | 0 - 1 | CR Belouizdad | Stade du 5 Juillet 1962, Alger |                 |
| 5 juillet 2024 |          |       |               | Spectateurs : .                | Spectateurs : . |